# براندون بيمر
براندون بيمر (بالإنجليزية: Brandon Beemer)‏ (و. 1980 – م) هو ممثل، وممثل تلفزيوني، وممثل أفلام من الولايات المتحدة الأمريكية . ولد في يوجين، أوريغون .

## روابط خارجية
- براندون بيمر على موقع IMDb (الإنجليزية)
- براندون بيمر على موقع إن إن دي بي (الإنجليزية)
- براندون بيمر على موقع قاعدة بيانات الفيلم (الإنجليزية)